# موریتسهایم
موریتسهایم (به آلمانی: Moritzheim) یک شهر در آلمان است که در کوخم-تسل واقع شده‌است. موریتسهایم ۱۴۵ نفر جمعیت دارد.